# Luci Corneli Cinna (pretor)
Luci Corneli Cinna - Lucius Cornelius L. F. N. Cinna (llatí) - (segle II aC) va ser un magistrat romà. Era fill de Lucius Cornelius L. F. L. N. Cinna. Es va casar amb una filla de Pompeu Magne.
De jove es va unir a Lèpid per enderrocar la constitució de Sul·la (78 aC) i després de la derrota i mort de Lèpid a Sardenya es va unir a Perpenna i Quint Sertori a Hispània. El seu cunyat Juli Cèsar, casat amb la seva germana Cornèlia Cinil·la, el va fer tornar de l'exili però com que el seu pare havia estat proscrit per Sul·la, el jove Cinna no podia exercir magistratures curuls, fins que Cèsar, elegit dictador, va anul·lar la norma.
Va ser elegit pretor l'any 44 aC. Ja en aquest temps estava contra Cèsar i va aprovar el seu assassinat, però no es va unir als republicans. Els seus enemics el van intentar assassinar però es van confondre i van matar el poeta Gai Helvi Cinna, tribú de la plebs i partidari de Cèsar, el dia del funeral del dictador. No consta que com a propretor exercís el govern sobre cap província.